# Waunana
 I Waunana (o anche Woun Meo, Waumeo, Nonama, Chocama) sono un gruppo etnico della Colombia e di Panama, con una popolazione stimata di circa 6284 persone che parlano la lingua Woun Meu (codice ISO 639: NOA).
Vivono lungo il fiume San Juan ai confini tra Colombia e Panamá.